# Józef Bryk (ur. 1960)
Józef Bryk (ur. 20 marca 1960 w Staszowie) – polski polityk, przedsiębiorca i samorządowiec, od 2023 wojewoda świętokrzyski.

## Życiorys
Absolwent zarządzania na Akademii Świętokrzyskiej im. Jana Kochanowskiego w Kielcach. Ukończył też studia podyplomowe z zarządzania audytem wewnętrznym jednostek finansów publicznych na Akademii Ekonomicznej w Krakowie oraz transportu i logistyki w Wyższej Szkole Handlowej w Kielcach. Zajął się prowadzeniem własnej działalności gospodarczej w branży transportowej i pracą w ośrodku szkolenia kierowców w Staszowie. W latach 2010–2016 pełnił funkcję świętokrzyskiego wojewódzkiego inspektora transportu drogowego.
Działacz Platformy Obywatelskiej. W latach 2006–2014 przez dwie kadencje zasiadał w radzie miejskiej Staszowa. Bez powodzenia kandydował do Sejmu w 2011, 2019 i 2023 oraz do Senatu w 2015.
W 2021 objął mandat radnego Sejmiku Województwa Świętokrzyskiego VI kadencji (zwolniony po śmierci Grigora Szaginiana). W grudniu 2023 został powołany na urząd wojewody świętokrzyskiego.